# Gadirtha sara
Gadirtha sara är en fjärilsart som beskrevs av Swinhoe 1901. Gadirtha sara ingår i släktet Gadirtha och familjen trågspinnare. Inga underarter finns listade i Catalogue of Life.